# バンコック・デンジャラス
『バンコック・デンジャラス』（原題：Bangkok Dangerous）は1999年の映画『レイン』を基に、同作品の監督であるパン兄弟が2008年にアメリカでセルフ・リメイクした作品。

## ストーリー
自らにルールを課し、世界中で完璧に仕事をこなしてきた、暗殺者・ジョーは、引退を決意し、彼は最後の仕事のためにタイのバンコクへやってきた。
4件の依頼を引き受け、現地の助手・コンとともに1件目をこなしたジョーは、聴覚障害のある薬局店の店員の女性・フォンと出会う。
彼女との出会いは、ジョーの心に変化を及ぼし、最後の依頼に影響していった。

## スタッフ
- 監督：オキサイド・パン、ダニー・パン
- 製作：ノーマン・ゴライトリー、グレアム・キング、ウィリアム・シェラック、ジェイソン・シューマン、ニコラス・ケイジ
- 脚本：オキサイド・パン、ダニー・パン、ジェイソン・リッチマン
- 音楽：ブライアン・タイラー
- 撮影：デーチャー・スィーマントラ
- 編集：マイケル・ジャクソン、カラン・パン

## 出演
役名：俳優（DVD版吹き替え）
- ジョー：ニコラス・ケイジ（吹替：大塚明夫）

暗殺者。自らに課した4つのルールがある。口封じのために助手を殺す冷酷な男。しかし、コンに関しては自分に似たものを感じて真剣に接するようになる。
- コン：シャクリット・ヤムナーム（タイ語版、英語版）（吹替：森川智之）

運び屋。観光客に偽物の高級時計を売りつけていたり、スリをしていたりする。オームに惚れる。
- フォン：チャーリー・ヤン

薬局の店員。耳が聞こえない。ジョーと出会い、恋に落ちる。
- オーム：ペンワード・ハーマニー（吹替：宮島依里）

連役役。ダンサーをしている。
- スラット：ニラティサイ・カルジャルック（吹替：五王四郎）

裏社会の大物。
- アラン：ドム・ヘトラクル（吹替：木下浩之）

スラットの側近。
- USC：クリス・ヒービンク
- シカゴ：ジェームズ・ウィズ

## 評価
レビュー・アグリゲーターのRotten Tomatoesでは94件のレビューで支持率は9%、平均点は3.50/10となった。Metacriticでは16件のレビューを基に加重平均値が24/100となった。